# THE HEAD
『THE HEAD』（ザ・ヘッド）は、ホルヘ・ドラド監督のスペインで製作されたミステリードラマ。メディアプロ・スタジオが製作した。ラン・テレムが製作総指揮を務めた。
2020年6月12日にスペインを始めとする、30以上の国や地域で放送、配信され、その後90カ国で公開されている。シーズン1の大ヒットを受けシーズン2も制作。さらにシーズン3の制作も決まっており、2023年11月からサハラ砂漠などで撮影が始まっている。

## 概要
超大型国際ドラマシリーズ「THE HEAD」は南極の科学研究基地を舞台にした“極限心理サバイバルミステリー”。 様々な国から実力派キャストが参戦し、山下智久がメインキャストの一人として出演する。日本ではHuluが独占配信する。世界30の国と地域で公開開始され、アジア23の国と地域を網羅するHBO Asiaの配信プラットホーム「HBO GO」で1位になり、日本だけでなくアジア全体で1位に輝く支持を得た。また、2020年Hulu年間視聴者数海外ドラマランキングで1位を獲得した。
アキ役を演じた山下智久の『Nights Cold』がエンディングテーマ曲に採用され、山下が作詞も手がけた。

## あらすじ
ポラリスVI南極科学研究基地では、10名の越冬隊のみが残って南極を覆う極夜を耐え忍び、研究を6ヶ月間続けるはずだった。しかし冬が明ける3週間前に彼らとの連絡が途絶える。南極にようやく太陽が昇った日、心配になって駆けつけたヨハン率いる救助チームは世にも恐ろしい光景を目にする。

## キャスト
※括弧内は日本語吹替。
- ヨハン・ベルク: アレクサンドル・ウィローム（英語版）（小原雅人）- 夏期基地隊長
- マギー・ミッチェル: キャサリン・オドネリー（英語版）（あんどうさくら）- 医師
- アーサー・ワイルド: ジョン・リンチ（原康義）- 生物学者
- アニカ・ルントクヴィスト: ローラ・バッハ（ドイツ語版）（山像かおり） - 遺伝学者（S1）
- ラモン・ラザロ: アルバロ・モルテ（英語版）（花輪英司） - 基地調理師（S1）
- アキ・コバヤシ: 山下智久（山下智久） - 微生物学者（S1、2）
- エリック・オスターランド: リチャード・サメル（ふくまつ進紗） - 冬期基地隊長（S1）
- マイルズ・ポーター: トム・ローレンス（宮崎敦吉） - 通信担当（S1）
- エバ・ウルマン: サンドラ・アンドレイス（加藤有生子） - 基地看護師
- ヘザー・ブレイク: アメリア・ホイ（金田愛） - コンピューター担当
- ニルス・ヘドランド: クリス・ライリー（坂詰貴之） - 基地技術者（S1）
- グスタフ・ドルベリ: ハンネス・フォーリン（関雄）（S1）
- ミケル・カールソン: アンドレアス・ロズリン・スヴェンソン（山岸治雄） - 医師（S1）
- レイチェル・ルッソ: オリヴィア・モリス（山根舞）- 海洋生物学者（S2）
- アレック・カーツ: モー・ダンフォード（三宅健太）- 保安責任者（S2）
- オスカル: エンリケ・アルセ（丸山壮史） - 機関長（S2）
- エイミー: ジョゼフィン・ネルデン（安藤麻吹） - 生物学者（S2）
- チャーリー: ホビク・ケウチケリアン（かぬか光明） - 機関士（S2）
- ユウト・ナカムラ: 福士蒼汰（福士蒼汰）- コンピューター・エンジニア（S2）
- リアム: ベン・キュラ（佐藤健輔）（S2）
- ルノー: ティエリ・ゴダール（江川央生）- 船長（S2）
- グロリア: ノラ・リオス（村中知）（S2）
- コワルスキー: マイケル・S・ルシェインスキー（後藤光祐）（S2）
- エリカ・フィッシャー: タニア・ワトソン（行成とあ）（S2）
- ウィル: イブラヒム・コマ（杉村憲司）（S2）
- ローレン: オルウェン・フエレ（一柳みる）（S3）
- ホルスト: ゴデハルト・ギーゼ（村治学）（S3）
- ジャマル: ロル・アジャイ（山口りゅう）（S3）
- ピエール: スタンリー・ウェバー（志賀麻登佳）（S3）
- ジェリー: ナイン・ドゥルソ（米田えん）
- バシール（佐藤愁貴）（S3）
- アルバ: クララ・ガル（佐藤里緒）（S3）
- ケイコ: 中園理子（松平春香）（S3）
- タケシ・コバヤシ: 渡部篤郎（渡部篤郎[8]）（S3）
- ザック: ポール・S・トレーシー（関口雄吾）（S3）
- パトリック: ネッド・デネヒー（さかき孝輔）（S3）

### 日本語吹替版スタッフ
翻訳：佐藤恵子、演出：清水洋史、錄音調整：土井拓海 オムニバス・ジャパン、制作：東北新社

## 放送・配信国

### 放送
- デンマーク、スウェーデン、ノルウェー、アイスランド、スペイン(Orange)
- 香港、インドネシア、インド、モンゴル、マレーシア、タイ、ベトナムなどHBO Asiaが網羅する23の国と地域

### 配信
- 日本（Hulu）
- フィンランド
- ロシア（Yandex）
- イタリア、オランダ （Amazon Prime Video）
- ブラジル（Globoplay） [9]
- フランス、スイス（canal+）2020年9月24日-[10]
- オーストラリア（SBS）[11]
- ポルトガル（AXN）2020年10月21日-[12]
- デンマーク、フィンランド、アイスランド、ノルウェー、スウェーデン（Viaplay)2020年12月6日-[13]
- アメリカ（HBO MAX）2021年2月4日-[14]
- イギリス、アイルランド、ドイツ、オーストリア、ドイツ語圏スイス、ドイツ語圏ルクセンブルグ（STARZPLAY）2021年2月7日-[15]

## 日本語版ノベライズ
原作としてアレックス・パストール、デヴィッド・パストールがクレジットされている。
本編
- ノベライズ THE HEAD（著者：ひずき優、集英社オレンジ文庫）
  - 2020年7月22日発売[16]、ISBN 978-4-08-680334-2

スピンオフ
- スピンオフノベル THE HEAD 前日譚 アキ・レポート（著者：江坂純、集英社オレンジ文庫）
  - 2020年7月22日発売[17]、ISBN 978-4-08-680335-9